# ΜTorrent
µTorrent (sau uTorrent; abreviat "µT" sau "uT") este un client BitTorrent de tip freeware, cu sursă închisă. Litera "µ" din numele programului face referire la simbolul din Sistemul Internațional ce desemnează prefixul micro- (o milionime) și se referă la utilizarea minimă de memorie RAM. Programul este conceput pentru calculatoare cu resurse limitate, dar oferă mai multe funcții decât alți clienți BitTorrent, precum Vuze sau BitComet.
µTorrent este disponibil pentru sitemele de operare Microsoft Windows, Mac OS X, Linux și Android. Există un µTorrent Server disponibil pe Linux. Toate versiunile sunt scrise în C++.

## Istoricul versiunilor
| Versiune   | Mărime | Data lansării |
| ---------- | ------ | ------------- |
| 1.0.0      | 77 kB  |               |
| 1.1.7      | 98 kB  | 2005-10-22    |
| 1.2.2      | 107 kB | 2005-11-25    |
| 1.3.0      | 115 kB | 2005-12-10    |
| 1.4.0      | 130 kB | 2006-01-11    |
| 1.5.0      | 155 kB | 2006-03-08    |
| 1.6.1      | 173 kB | 2007-02-15    |
| 1.7.7      | 214 kB | 2008-01-25    |
| 1.8.2      | 264 kB | 2009-01-24    |
| 1.8.3      | 282 kB | 2009-06-13    |
| 1.8.4      | 281 kB | 2009-08-12    |
| 2.0 (Beta) | 276 kB | 2009-08-04    |

## Limbi disponibile
- Arabic
- Armenian
- Awadh
- Azerbaijani
- Basque
- Belarusian
- Bengali
- Bosnian
- Bulgarian
- Catalan
- Chinese (Simplified)
- Chinese (Traditional)
- Croatian
- Czech
- Danish
- Dutch
- English
- Esperanto
- Estonian
- Finnish
- French
- Gaeilge
- Georgian
- Greek
- Hebrew
- Hungarian
- Icelandic
- Indonesian
- Italian
- Japanese
- Kannada
- Kazakh
- Khmer
- Korean
- Kurdish
- Kyrgyz
- Latvian
- Lithuanian
- Macedonian
- Malayalam
- Marathi
- Mongolian
- Nepali
- Norwegian Bokmål
- Norwegian Nynorsk
- Persian
- Polish
- Portuguese (Brazil)
- Portuguese (Portugal)
- Romanian
- Russian
- Serbian (Cyrillic)
- Serbian (Latin)
- Sinhala
- Slovak
- Slovenian
- Spanish
- Swedish
- Taiwan
- Tamilian
- Thai
- Turkish
- Ukrainian
- Urdu
- Vietnamese
- Welsh

## Legături externe
- Site web oficial
- uTorrent: A Beginner's Guide to BitTorrent Downloading Arhivat în 8 martie 2009, la Wayback Machine. by Jared M
- p2pnet uTorrent interview Arhivat în 20 decembrie 2012, la Archive.is by Alex H
- Can great software live in 130 kilobytes? by George Ou